# Каипов, Койбай
Койбай Каипов (каз. Қойбай Қайыпов, 1926 год, Кызыл-Шаруа, Аулиеатинский уезд — 29 января 1980) — колхозник, звеньевой колхоза «Кызыл-Шаруа», Герой Социалистического Труда (1948).

## Биография
Родился в 1926 году в ауле Кызыл-Шаруа Аулиеатинского уезда (ныне — Рыскуловский район Жамбылской области, Казахстан).
В 1946 году вступил в колхоз «Кызыл-Шаруа» Луговского района Джамбулской области. В этом же году был назначен звеньевым полеводческого звена.
В 1947 году полеводческое звено под руководством Койбая Каипова собрало по 31 центнера зерновых с засеянной площади. За этот доблестный труд был удостоен в 1948 году звания Героя Социалистического Труда.
Проживал в родном селении Кызыл-Шаруа (колхоз «Казахстан»).
Умер 29 января 1980 года.

## Награды
- Герой Социалистического Труда (1948)
- Орден Ленина (1948)